# Asamangulia tuberculosus
Asamangulia tuberculosus is een keversoort uit de familie bladkevers (Chrysomelidae). De wetenschappelijke naam van de soort werd in 1861 gepubliceerd door Victor Ivanovitsch Motschulsky.